# Bologna violenta (album)
Bologna violenta è l'album d'esordio in studio di Bologna Violenta, alias Nicola Manzan, polistrumentista italiano, pubblicato nel 2006.

## Il disco
L'album è autoprodotto ed è stato stampato in 1200 copie, la distribuzione venne affidata a SKP Records e (noisecult) Records. La versione vinile viene invece affidata a Hypershape Records. L'album è stato anche reso disponibile per il download gratuito.
Il disco è stato registrato, missato e masterizzato al Lesder Studio di Bologna tra giugno e luglio del 2005 dallo stesso Manzan.
I brani sono ispirati al cinema poliziottesco italiano degli anni settanta.
La traccia 26, Bologna, ultimo atto, contiene un estratto dalla scena del rito dei vattienti a Nocera Terinese da Mondo cane, film che ha ispirato il successivo album Il nuovissimo mondo.
In copertina è raffigurato Maurizio Merli.
La versione in vinile del disco è costituita da un solo lato in cui sono inserite tutte le tracce. Il lato B è vuoto.

## Tracce
1. Città violenta – 0:26
2. Il cittadino si ribella – 0:26
3. Corruzione al Palazzo di Giustizia – 0:26
4. Paura in città – 0:34
5. Violenza contro la violenza – 0:26
6. Bologna trema, la polizia può sparare – 0:26
7. La violenza, quinto potere – 0:26
8. Bologna odia – 0:26
9. Bologna, l'altra faccia della violenza – 0:33
10. La via della droga – 0:29
11. Bologna rovente – 0:26
12. Bologna drogata, la polizia non può intervenire – 0:33
13. Bologna centrale del vizio – 0:26
14. I violenti di bologna bene – 0:31
15. Bologna difendersi o morire – 0:26
16. Bologna spara! – 0:33
17. Bologna calibro 9 – 0:26
18. Bologna nera – 0:51
19. Bologna a mano armata – 0:26
20. Provincia violenta – 0:26
21. La morte risale a ieri sera (i bolognesi ammazzano il sabato) – 0:26
22. I padroni della città – 0:26
23. Puttane a Bologna (Bologna come Budapest) – 0:32
24. La città sconvolta, caccia spietata ai rapitori – 0:40
25. Bologna si ribella – 0:26
26. Bologna, ultimo atto – 2:02
27. Tira la boccia – 1:30

Durata totale: 15:44

## Formazione
- Nicola Manzan - chitarra, synth, loop, drum machine